# المسيحية واليهودية

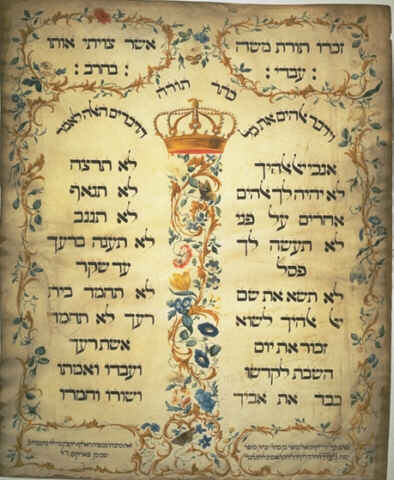
الوصايا العشر، أرفع آثار التراث اليهودي المسيحي.

العلاقة بين اليهودية والمسيحية معقدة ومتشعبة، فالمسيحية نشأت وأخذت مفاهيمها الأولية من بيئة يهودية صرفة؛ ولاتزال آثار هذه الأصول المشتركة بادية إلى اليوم من خلال تقديس المسيحيين للتوارة والتناخ والتي يطلقون عليها إلى جانب عدد من الأسفار الأخرى اسم العهد القديم الذي يشكل القسم الأول من الكتاب المقدس لدى المسيحيين في حين يعتبر العهد الجديد القسم الثاني منه؛ يعتقد المسيحيون أن النبؤات التي دونها أنبياء العهد القديم قد تحققت في شخص المسيح، وهذا السبب الرئيس لتبجيل التوراة.

## وجهات النظر

### النظرة اليهودية

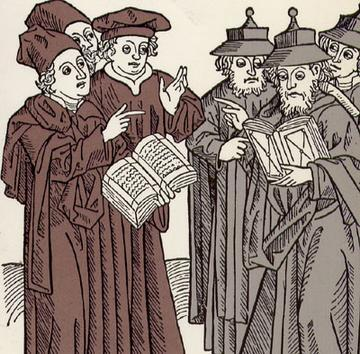
جدال بين علماء دين مسيحيون (يسار) ويهود (يمين).

لا يعتبر يسوع في اليهودية شخصية مرسلة من قبل الإله، فهو ليس الماشيح ولا حتى نبي بوصفه لم يتمم النبؤات الكتابية حوله؛ الانتقادات اليهودية لشخص يسوع بدأت منذ رسالته، إذ تذكر الأناجيل وصفه من قبل رجال الدين اليهود بالممسوس من قبل الشيطان؛ وأراد الحاخام الأكبر جمالائيل الثاني بعد خراب الهيكل عام 70 أن يضيف في الصلوات اليومية لعنات ضد المارقين على اليهودية ومن بينهم حسب رأيه يسوع، إلا أنه عاد وعدل عن ذلك؛ في حين قال الرابي موسى بن ميمون في كتابه «ميشناه التوراة»:
| المسيحية واليهودية | أما عن يسوع الناصري الذي ادعى أنه المسيّا، وقُتل بأمر المحكمة، كان النبي دانيال قد سبق وتنبأ عنه: "وأطفال ثوار شعبك سيرفعون أنفسهم لمرتبة النبوة فيتعثرون"، فهل يمكن أن توجد صخرة عثرة أكبر من هذه؟ كل الأنبياء أجمعوا على أن المسيّا سوف يخلص إسرائيل وينقذه وبأنه سيجمع المشتتين ويقيم الوصايا، بينما سبب الناصري ضياع إسرائيل بحد السيف وتفرق من تبقى منهم في كل مكان، كما أنه غيّر التوراة وتسبب بحصول خطأ فظيع." | المسيحية واليهودية |

كذلك فإن اليهودية الإصلاحية تعلن بشكل صارم بأن كل يهودي يصرح بان يسوع هو المسيح المخلص فهو ليس بيهودي بعد، فبحسب التقليد اليهودي فأن السماء لم ترسل أنبياء بعد عام 420 ق.م، فيكون بذلك النبي ملاخي هو آخر الأنبياء في اليهودية وهو سابق للمسيح بأربعة قرون. لم يمنع ذلك، مدح بعض الشخصيات اليهودية يسوع والكتابة عنه بشكل إيجابي، منهم الفيلسوف التشكيكي باروخ سبينوزا الذي اعتبره لا نبيًا فحسب بل «صوت الله»، وموسى مندلسون وهو من مفكرين حركة التنوير اليهودية الذي أعتبر يسوع معلمًا أخلاقيًا ويهوديًا، والفيلسوف اليهودي مارتن بوبر الذي أعتبر يسوع شخصية ذات شأن.
مع ذلك فجذور المسيحية تأتي من اليهودية، التي تتشارك معها في الإيمان بكتاب اليهودية المقدس «التوراة»، وقد أخذت الديانة المسيحية الكثير من المعالم اليهودية كوجود إله خالق واحد، والإيمان بالمسيح ابن الله الحي (كلمة الله)، والصلاة، والقراءة من كتاب مقدّس. ولعل محور العقيدة المسيحية، كما يعتقد المسيحيون، يتمثل بالمسيح وعمله الكامل على الصليب لفداء المؤمنين.

### النظرة المسيحية

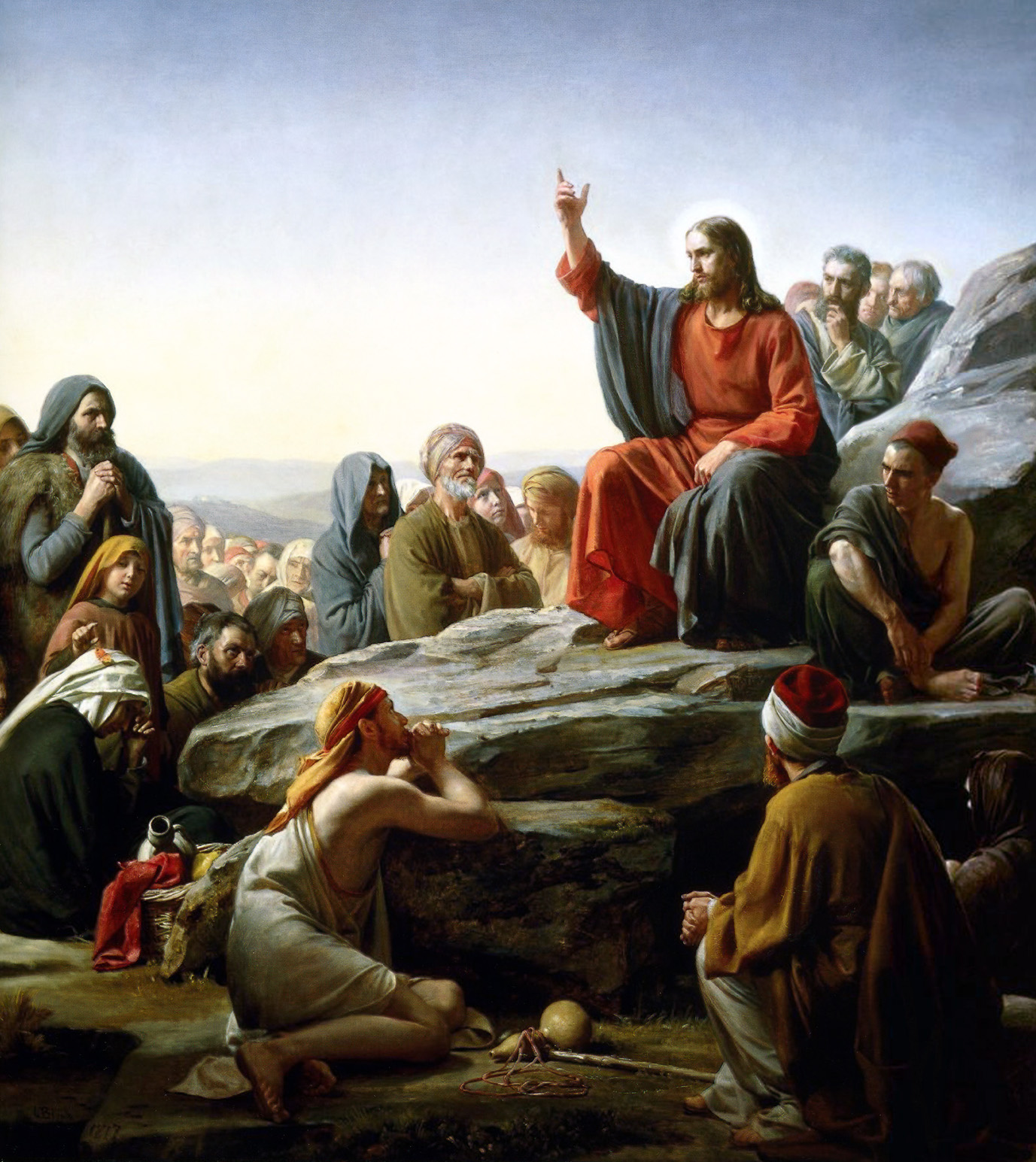
لوحة "الموعظة على الجبل" بريشة كارل بلوخ، نشأت المسيحية في بيئة يهودية.

يحوي العهد الجديد مقاطع مادحة لليهود أبرزها: «قد منحوا التبني، والمجد، والعهود، والتشريع، والعبادة، والمواعيد، ومنهم كان الآباء، ومنهم جاء المسيح حسب الجسد»؛رو 9:5] وكذلك فإن المسيحية في القرن الأول وبدايات القرن الثاني كانت تعتبر «طائفة يهودية»؛ ورغم ذلك فإنه منذ أيام المسيح، وحتى عهود قريبة، كانت العلاقة بين المسيحيين واليهود متوترة، وقد اضطهد اليهود المسيحيون في غير مكان؛أعمال 1:8-3] وبدءًا من القرون الوسطى المبكرة، اضطهد المسيحيون اليهود، فطردوا من خارج المدن، وفرضت عليهم مناطق سكن معينة، ومنعوا من ممارسة بعض المهن، وارتكبت مذابح في غير موضع بحقهم. في القرن العشرين، وجهت الكنيسة اعتذارًا عن مآسي اليهود التي حصلت بسببها أو «بسبب تقصيرها في حمايتهم»، ثم تكاثرت التصريحات، على سبيل المثال تصريح يوحنا بولس الثاني عام 1986، الذي يعتبر جزءًا من التعليم المسيحي للكنيسة الكاثوليكية: «بالنسبة إلينا، ليست الديانة اليهودية ديانة خارجية، بل إنها تنتمي إلى قلب ديانتنا، وعلاقتنا بالديانة اليهودية مختلفة عن علاقتنا بأي دين آخر. أنتم إخوتنا الأحباء ونستطيع القول ما معناه، أنتم إخوتنا الكبار».
معظم المسيحيين، يرفضون تحميل اليهود مسؤولية دم المسيح؛ وقد وجدت جماعات عبر التاريخ يدعى أتباعها «المسيحيون اليهود»، يقرأون الكتاب بالحرف بالعبري، ويحفظون شرائع موسى المنسوخة في العهد الجديد كحفظ السبت، والختان، وتعدد الزوجات؛ وأيضًا ففي الأيام الراهنة فإن مجموعة من المسيحيين يعرّفون أنفسهم بوصفهم «مسيحيين صهاينة».
العقيدة الاجتماعية في المسيحية أو التعليم الاجتماعي، مستوحى من الكتاب المقدس، لاسيّما مقاطع بعينها مثل الوصايا العشر التي تلقفها النبي موسى على طور سيناء، والتطويبات التي أعلنها المسيح. كما أنّ الكتب الستة والأربعين الأولى مشتركة بين اليهود والمسيحيين، يطلق عليها اليهود اسم التناخ أما المسيحيون فيسمونها العهد القديم، ليضيفوا إليها سبعًا وعشرين كتابًا آخر يشكلون العهد الجديد.
هناك بعض الاختلافات بين المسيحية واليهودية في ترتيب أو الاعتراف بقانونية بعض الأجزاء، على سبيل المثال فإن طائفة الصدوقيين اليهودية المنقرضة كانت ترفض الاعتراف بغير أسفار موسى الخمسة، وكذلك حال السامريين؛ أما يهود الإسكندرية أضافوا ما يعرف باسم الأسفار القانونية الثانية والتي قبلها لاحقًا الكاثوليك والأرثوذكس في حين رفض يهود فلسطين والبروتستانت الاعتراف بأنها كتبت بوحي.

## العلاقة بين المسيحية واليهودية
عن العلاقة الإنسانية بين الطرفين فقد اتسمت بالتقلب: بدأت مع اضطهاد اليهود للمسيحيين منذ أيام يسوع،يوحنا 22/9] ودورهم في صلبه،لوقا 2/22] ثم يذكر سفر أعمال الرسل اضطهاد اليهود للمسيحيين،أعمال 1/8-3] ولاحقًا قام ذو نواس اليهودي بقتل مئات الألوف من المسيحيين في اليمن حسب بعض الباحثين، لكنه وبدءًا من القرن الرابع أخذت المسيحية باضطهاد اليهودية، فطرد اليهود أولاً من الإسكندرية وعاشوا خلال الإمبراطورية البيزنطية خارج المدن الكبرى. وفقًا للمؤرخة آنا سابير أبو العافية، يتفق معظم الباحثين على أن اليهود والمسيحيين في العالم المسيحي اللاتيني عاشوا في سلام نسبي مع بعضهم البعض حتى القرن الثالث عشر.
منذ وقت مبكر من العصور الوسطى، أيدت الكنيسة المسيحية البيان الرسمي حول اليهود (باللاتينيَّة:Constitution pro Judæis) والذي نص على:
| المسيحية واليهودية         | يُعلن المرسوم بأنه لا يجوز لأي مسيحي استخدام العنف لإجبارهم -اليهود- على المعمودية، طالما أنه يرفض أو لا يريد. ... بدون حكم السلطة السياسيَّة على الأرض، لا يجوز لأي مسيحي جَرح أي يهودي أو قتله أو سلب أمواله أو تغيير العادات الجيدة التي كان يتمتع فيها حتى الآن في المكان الذي يعيش فيه. | المسيحية واليهودية |
| — البيان الرسمي حول اليهود | |                    |

وفرض على اليهود بدءًا من القرن الحادي عشر التخصص بمهن معينة؛ ثم صدر عام 1492 مرسوم طردهم من إسبانيا في حال عدم اعتناقهم المسيحية، الأمر الذي كان فاتحة طرد اليهود من أوروبا برمتها: فطردوا من فيينا سنة 1441 وبافاريا 1442 وبروجيا 1485 وميلانو 1489 ومن توسكانا 1494، وأخذوا يتجهون نحو بولندا وروسيا والإمبراطورية العثمانية، ورغم تحسن أوضاع اليهود مع استقلال هولندا الليبرالية وقيام الثورة الفرنسية إلا أن الحروب بين بولندا وأوكرانيا دمرت نحو ثلاثمائة تجمع يهودي وقتلت الكثير منهم في القرن السابع عشر، ورغم مبادئ الثورة الفرنسية لكن القرن الثامن عشر حمل الكثير من معاداة السامية لليهود، ولا يمكن تحميل السلطات المسيحية أو الكنيسة مسؤولية جميع هذه المجازر، بيد أنها تقع على عاتق الحكومات والدول المسيحية.

### في القرن العشرين

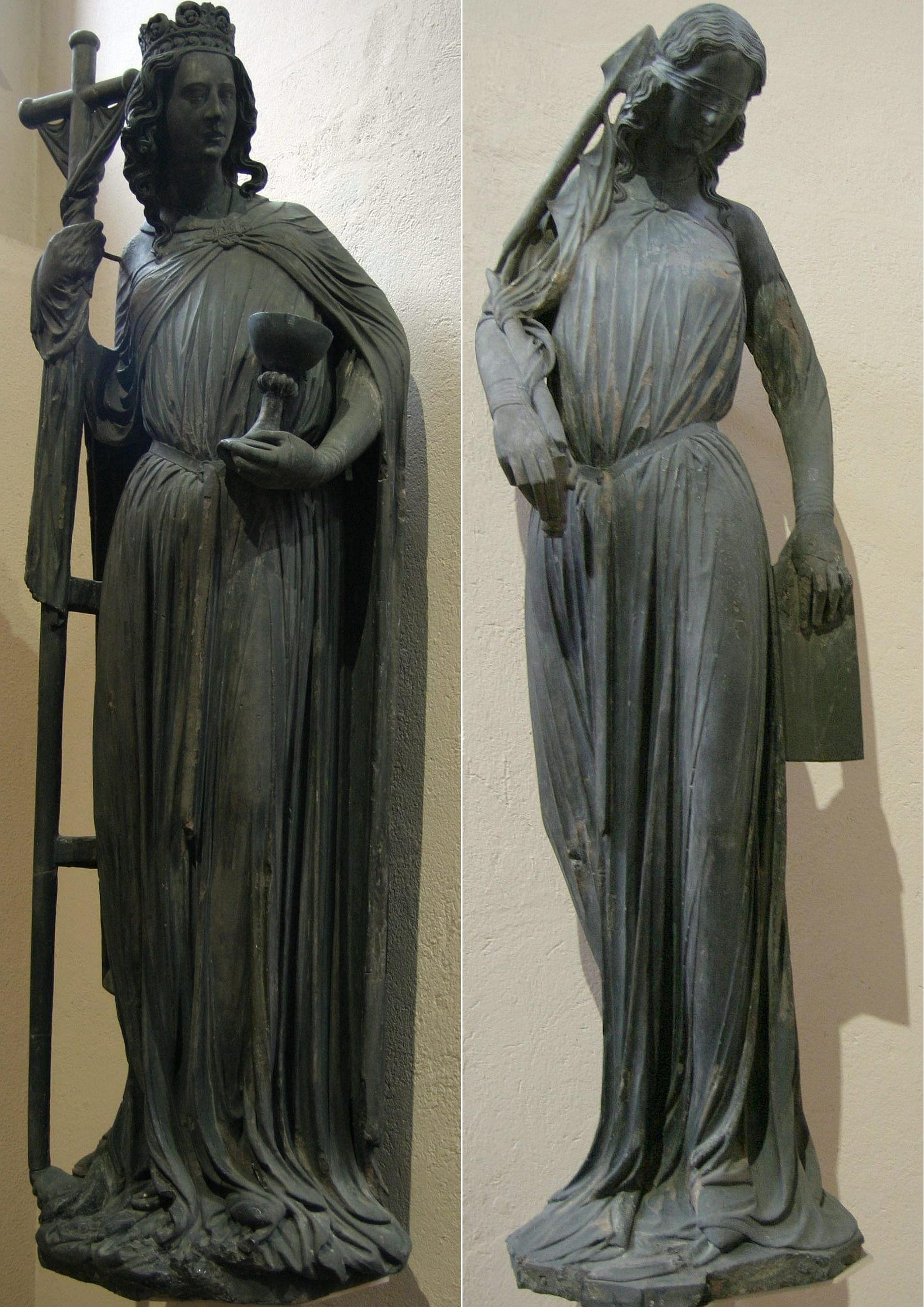
العمل الفني الكنيس والكنيسة؛ الذي يرمز إلى العلاقة بين الديانة اليهودية والمسيحية.

أخذت العلاقة تتحسن بين اليهود والطوائف البروتستانتية في القرن التاسع عشر ومن ثم القرن العشرين وتوّج هذا التحسن بنشوء الصهيونية المسيحية في الولايات المتحدة الأمريكية ودعمهما لقيام إسرائيل لأسباب دينية؛ غير أن علاقات اليهود مع الكنيسة الكاثوليكية لم تتحسن حتى عهد البابا بولس السادس الذي برئ اليهود من تهمة لاحقتهم طويلاً وهي قتل يسوع صلبًا، وقد جاءت التبرئة استنادًا إلى إنجيل لوقا 48/23 وغيره من المواضع، وجاء المجمع الفاتيكاني الثاني ليؤكد ما ذهب إليه البابا وطالب بعلاقات طبيعية مع اليهود، كما جاء في البيان في عصرنا (Nostra aetate):
| المسيحية واليهودية                                                         | وإن تكن سلطات اليهود وأتباعها هي التي حرضت على قتل المسيح، لا يمكن مع ذلك أن يعزى ما اقترف أثناء آلامه إلى كل اليهود اللذين كانوا يعيشون آنذاك دونما تمييز ولا إلى يهود اليوم. إن المسيح بمحبته الفائقة قدّم ذاته طوعًا للآلام والموت بسبب خطايا جميع الناس لكي يحصلوا جميعًا على الخلاص، وهذا ما تمسكت به الكنيسة ولا تزال. | المسيحية واليهودية |
| — المجمع الفاتيكاني الثاني، بيان في علاقات الكنيسة مع الأديان غير المسيحية | |                    |

غير أن هذه الدعوات لن تدخل حيّز التطبيق إلا عقب عام 1993 إذ تمّ تبادل التمثيل الديبلوماسي بين الفاتيكان وإسرائيل، تلاها زيارة البابا يوحنا بولس الثاني إلى القدس سنة 2000؛ ورغم هذا التحسن فلا تزال بعض الخلافات قائمة في العلاقات بين الكنيسة الكاثوليكية وإسرائيل حول ملكية بعض المقدسات المسيحية، وبعض النصوص الطقسية التي تقرأ عادة في أسبوع الآلام تصف اليهود بأوصاف مشبوهة؛ أما في ما يخص الكنيسة الأرثوذكسية، فبينما تقف الكنيسة الأرثوذكسية في الشرق بشدة ضد أي تحسن في العلاقات مع اليهود، أخذت مواقف هذه الكنيسة في الغرب بالانفتاح.

### الصهيونية المسيحية

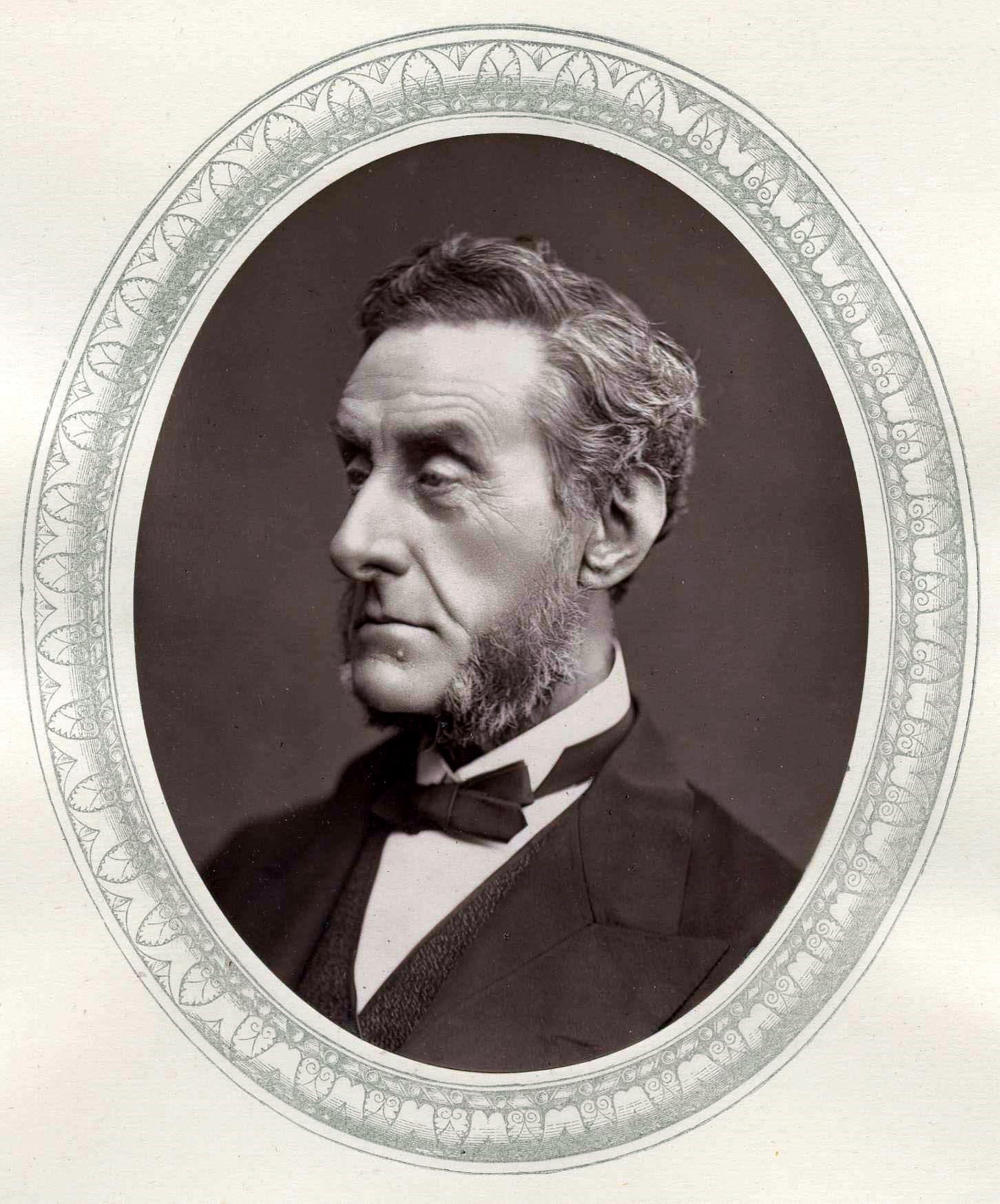
اللورد آشلي من أبرز وجوه الصهيونية المسيحية.

بعد نشوء البروتستانتية على يد مارتن لوثر في القرن السادس عشر، أصدر مارتن لوثر كتابه «يسوع ولد يهوديا» سنة 1523 وقال فيه إن اليهود هم أبناء الله وإن المسيحيين هم الغرباء.
ويرى الكثير من الكتاب والمؤرخين أن هذه الفترة تعد الولادة الحقيقية والفعلية للمسيحية اليهودية.
وتقوم المسيحية اليهودية على تفضيل الطقوس العبرية في العبادة على الطقوس الكاثوليكية بالإضافة إلى دراسة اللغة العبرية على أساس أنها كلام الله.
والصهيونية هي أيديولوجية تؤيد قيام دولة قومية يهودية في فلسطين بوصفها أرض الميعاد لليهود. وصهيون هو اسم جبل في القدس وتقول بعض المصادر إنه اسم من أسماء القدس.
أما الصهيونية المسيحية فهي الدعم المسيحي للفكرة الصهيونية، وهي حركة مسيحية قومية تقول عن نفسها إنها تعمل من أجل عودة الشعب اليهودي إلى فلسطين وسيادة اليهود على الأرض المقدسة. ويعتبر الصهيونيون المسيحيون أنفسهم مدافعين عن الشعب اليهودي خاصة دولة إسرائيل، ويتضمن هذا الدعم معارضة وفضح كل من ينتقد أو يعادي الدولة العبرية.
تقوم فلسفة الصهيونية المسيحية على نظرية الهلاك الحتمي لليهود. وهناك الكثير من الدراسات اللاهوتية في هذا المجال خلاصتها أن هلاك يهود الأرض قدر محتوم وضرورة للخلاص من «إرث الدم» الذي حمله اليهود على أكتافهم بعدما صلبوا المسيح وهم سيتحولون إلى المسيحية بعد عودته ولن يبقى شيء اسمه اليهودية.
تاريخيًا نشأت الصيهونية المسيحية خلال هجرة الأوروبين إلى العالم الجديد حيث حمل غالبية المهاجرين الأوروبيين إلى الأراضي الأمريكية العقيدة البروتستانتية الأصولية التي كانوا يحاولون تطبيقها في مجتمعاتهم ولم ينجحوا. ومنذ بداية تأسيس الدولة الأمريكية في القرن الـ17 لعبت الرؤى الأصولية المسيحية البروتستانتية دورا كبيرا في تشكيل هوية الدولة.
وتأثرت العقيدة البروتستانتية كثيرا باليهودية، ونتج عن هذا التأثر تعايش يشبه التحالف بين البروتستانتية واليهودية بصورة عامة، وخلقت علاقة أكثر خصوصية بين الصهيونية اليهودية والبروتستانتية الأصولية.
وقد نشأت المسيحية الصهيونية في إنجلترا في القرن السابع عشر، حيث تم ربطها بالسياسة لا سيما بتصور قيام دولة يهودية حسب ما يروه لنبوءة الكتاب المقدس، ومع بدء الهجرات الواسعة إلى الولايات المتحدة أخذت الحركة أبعادا سياسية واضحة وثابتة، كما أخذت بعدا دوليا يتمثل في تقديم الدعم الكامل للشعب اليهودي في فلسطين.
وتتصل جذور هذه الحركة بتيار ديني يعود إلى القرن الأول للمسيحية ويسمى بتيار الألفية، والألفية هي معتقد ديني نشأ في أوساط المسيحيين من أصل يهودي، وهو يعود إلى استمرارهم في الاعتقاد بأن المسيح سيعود إلى هذا العالم محاطا بالقديسين ليملك في الأرض ألف سنة ولذلك سموا بالألفية.

## التراث اليهودي المسيحي

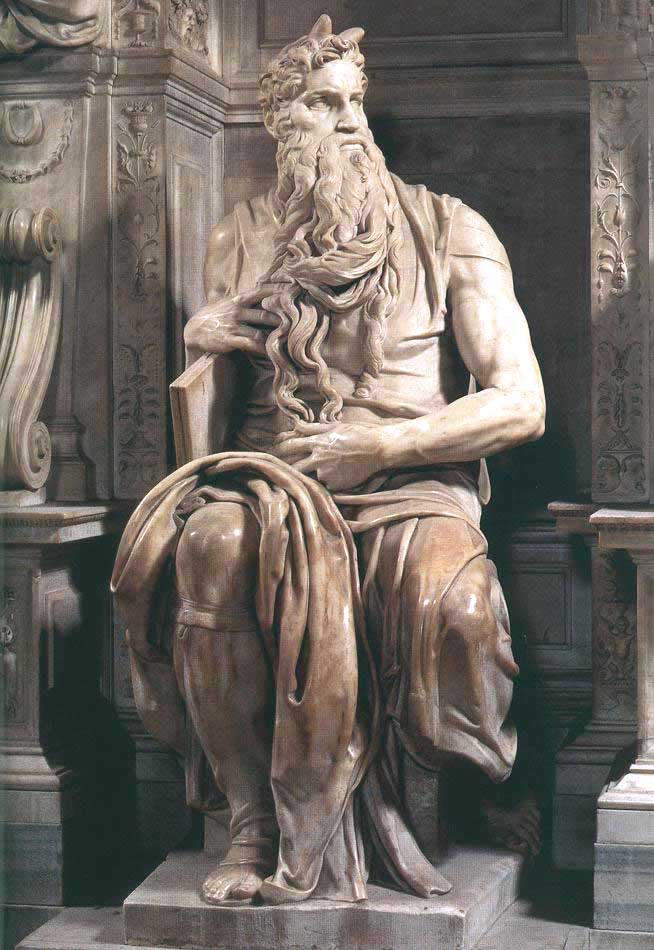
تمثال موسى بنحت مايكل آنجلو، المشرّع الأبرز في التراث اليهودي المسيحي.

التراث اليهودي المسيحي هو مصطلح ازداد شيوعاً في العالم الغربي في الآونة الأخيرة، وهو يعني أن ثمة تراثاً مشتركاً بين اليهودية والمسيحية، وأنهما يكوِّنان كلاًّ واحداً. ويعتبر التراث اليهودي المسيحي من المكونات الرئيسية للحضارة الغربية.
فالمسيحية نشأت وأخذت مفاهيمها الأولية من بيئة يهودية صرفة؛ ولاتزال آثار هذه الأصول المشتركة بادية إلى اليوم من خلال تقديس المسيحيين للتوارة والتناخ والتي يطلقون عليها إلى جانب عدد من الأسفار الأخرى اسم العهد القديم الذي يشكل القسم الأول من الكتاب المقدس لدى المسيحيين في حين يعتبر العهد الجديد القسم الثاني منه؛ يعتقد المسيحيون أن النبؤات التي دونها أنبياء العهد القديم قد تحققت في شخص المسيح، وهذا السبب الرئيس لتبجيل التوراة.
لطالما يُشار في الآونة الأخيرة على نحو متزايد إلى التراث المسيحي أو اليهودي-المسيحي وارتباطه مع الهوية الثقافية في أوروبا والولايات المتحدة والحضارة الغربية بشكل عام؛ وذلك بسبب الطابع والجذور المسيحية وتأثير كل المسيحية واليهودية عن طريق العهد القديم على العالم الغربي والحضارة الغربية.
يظهر تأثير العهد القديم واليهودية على الثقافة البروتستانتية من خلال تبني عكس بعض الكنائس البروتستانتية التي تنحو نحو التفسير الحرفي للكتاب المقدس بفرض سلسة من الشرائع كالقيود على الطعام أمثال الأدفنست إذ يمتنعون عن تناول اللحوم والمواد المخدرة والمنبهة والمورمون. أو من خلال ممارسة ختان الذكور إذ وتمارس قطاعات بروتستانتية واسعة؛ ختان الذكور في أستراليا، كندا، نيوزيلندا، جنوب أفريقيا والمملكة المتحدة فضلًا عن المجتمعات البروتستانتية في أفريقيا مثل كينيا.
مارست الدول الغربيّة الناطقة بالإنكليزيّة ختان الذكور على نطاق واسع: إنكلترا وكندا وأستراليا ونيوزيلندا والولايات المتّحدة. تعتبر الولايات المتحدة اليوم أكبر دولة مسيحيّة في العالم مارست وما زالت تمارس ختان الذكور على أطفالها على نطاق واسع لأسباب مختلفة ولكن لعب وما زال يلعب التفسير الحرفي للتوراة عند الأصوليّين المسيحيّين دوراً هامّاً في تثبيت ختان الذكور في هذا البلد.

## التوفيق بين اليهودية والمسيحيّة

### مسيحية

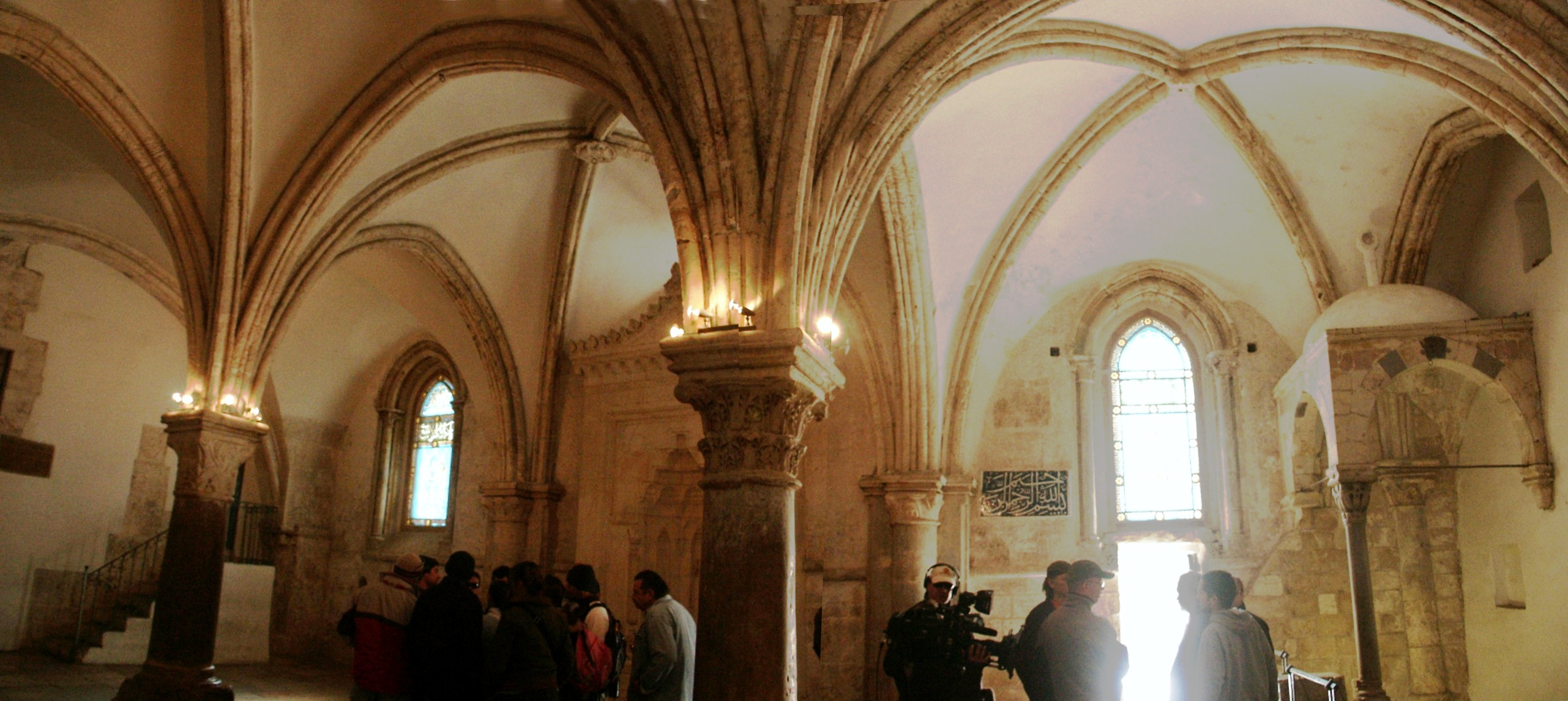
عليّة صهيون في مدينة القدس؛ مركز المسيحيين اليهود الأوائل.

المسيحيون اليهود أو المسيحيون العبريون عبارة يشار بها إلى المسيحية المبكرة، فقد كان يسوع وتلاميذه وعائلته وشيوخ الدين وكل أتباعه تقريبا من اليهود أو المتحولين إلى اليهودية. ترتبط العديد من الجماعات المسيحية في الهند، سوريا، لبنان، إسرائيل / الأراضي الفلسطينية تقليديًا ببعض التراث اليهودي المسيحي الذي يعود إلى القرن الاول. الكنيسة السريانية الأرثوذكسية، كنيسة انطاكيه الأرثوذكسية، وكنيسة الروم الملكيين الكاثوليك هي من الكنائس المسيحية المعروفة التي يعود أصول أتباعها إلى عصور المسيحية المبكرة.
تشير الموسوعة اليهودية إلى بعض الإحصاءات عن تحول اليهود إلى البروتستانتية والكاثوليكية، والمسيحية الأرثوذكسية (التي يسميها «الكاثوليكية اليونانية»). اعتنق حوالي 2,000 من يهود أوروبا المسيحية في كل عام خلال القرن 19، ولكن في 1890 وكان العدد أقرب إلى 3,000 سنويا، و1,000 في هنغاريا والنمسا (Galizian بولندا)، 1,000 في روسيا (بولندا وبيلاروسيا وأوكرانيا وليثوانيا)، و500 في ألمانيا (بوسن)، والباقي في العالم الإنجليزي.
حاليًا يتواجد في إسرائيل حوالي 40,000 من المسيحية الكاثوليك ذوي الأصول اليهودية، وينتمون إلى الطقس اليهودي العبري ، إضافة إلى الآلآف من اليهود ممن اعتنقوا المسيحية ويتوزعون بين البروتستانتية والكاثوليكية. كشف استطلاع من مركز بيو للدراسات وللرأي اجري بين يهود أمريكا في أكتوبر 2013 ونشرته صحيفة «هارتس»، نقلا عن «نيو يورك تايمز»، كشف عن ارتفاع عدد المسيحيون من خلفية يهودية وبين الاستطلاع انه يقطن في الولايات المتحدة 1,600,000 يهودي تحول للمسيحية أو مسيحي من خلفية يهودية.
 كاثوليك عبرانيون 

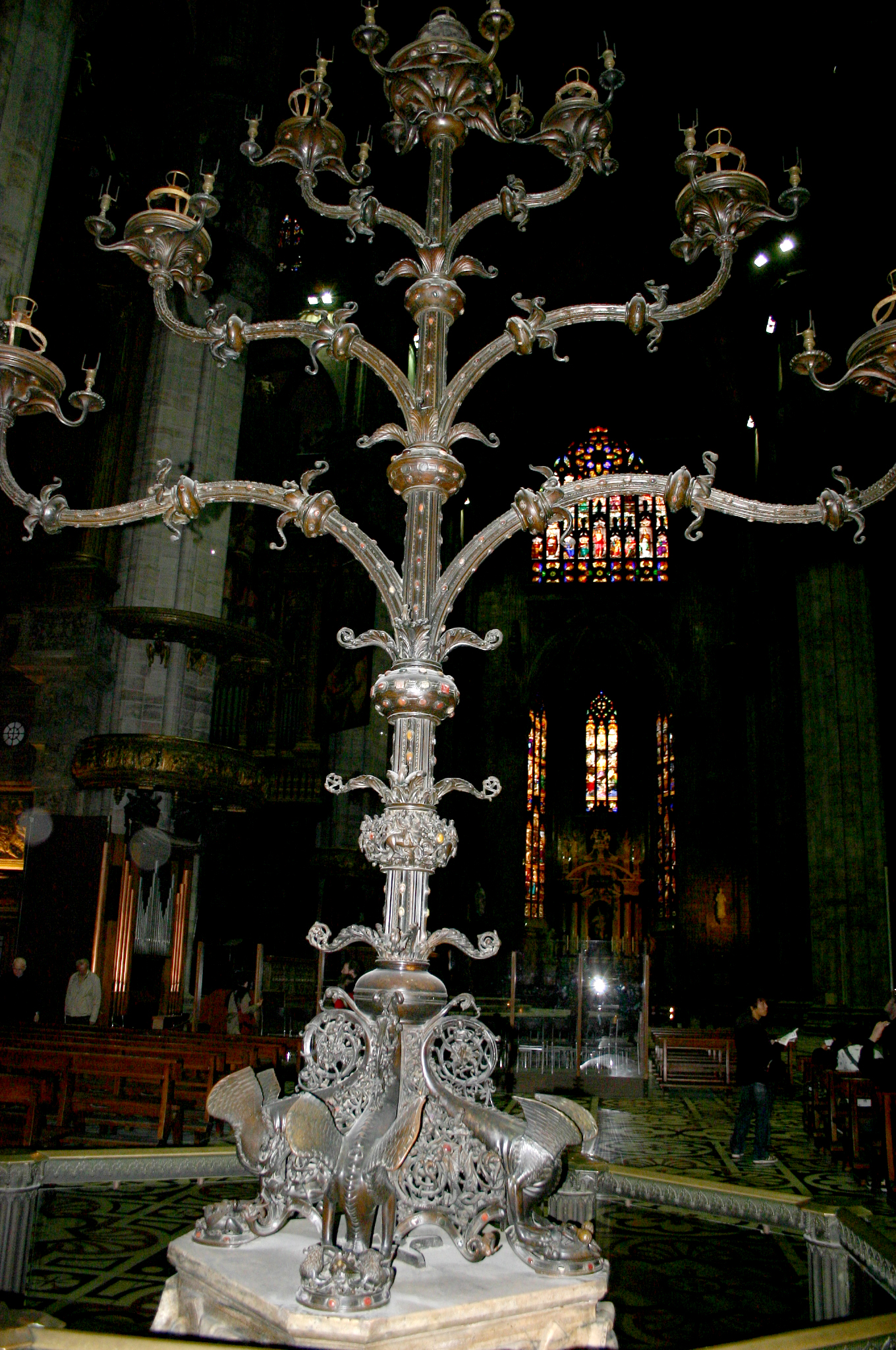
المينوراه تتوسط كاتدرائيّة كاثوليكية، يبقي الكاثوليك العبرانيين على التقاليد اليهودية.

الكاثوليك العبرانيون (بالعبرية: עברים קתולים) هي حركة كاثوليكية يَتّكون أتباعها من اليهود المتحولين إلى الكنيسة الرومانية الكاثوليكية. الحركة تُبقي على التقاليد اليهودية في ضوء المذهب الكاثوليكي وهي تؤمن بالعقائد الكاثوليكية بشكل كامل وهي بتواصل كامل مع الفاتيكان. النقطة الوحيدة التي تتمايز فيها الحركة هي في الممارسات الطقسية. على سبيل المثال، قد يختلف تقويمهم الطقسي مع الكاثوليك أتباع الطقس اللاتيني ويكمن ذلك في الإحتفاظ بالاحتفال في الأعياد اليهودية مثل الإحتفال في عيد الفصح، روش هاشناه، عيد الأسابيع وغيرها، وحتى ارتداء ملابس يهودية تقليدية مثل الكيباه، تاليت وتيفيلين استخدم ميزوزت والحفاظ على العديد من الميتزفة كدليل على الحفاظ على تراثهم، والحفاظ على التقاليد اليهودية مثل ختان الطفل اليوم الثامن ويوم السبت. تظل هذه الأعياد اليهودية والممارسات، حيث لا تتعارض مع المذهب الكاثوليكي، لأسباب عرقية، بقدر احتفال الأمريكيين من أصل أيرلندي بيوم القديس باتريك.
الحركة ليست مجموعة طائفية مستقلة داخل الكنيسة الرومانية الكاثوليكية، ولا هي حركة انشقاقية خارجها. يتواجد الكاثوليك العبرانيون اليوم في مختلف أنحاء العالم وبشكل خاص في إسرائيل والولايات المتحدة والتي تحويان أكبر تجمع كاثوليكي-عبري، إسبانيا، البرتغال وأمريكا اللاتينية وخاصًة في كل من الأرجنتين والمكسيك وفنزويلا.
 الأنوسيم 

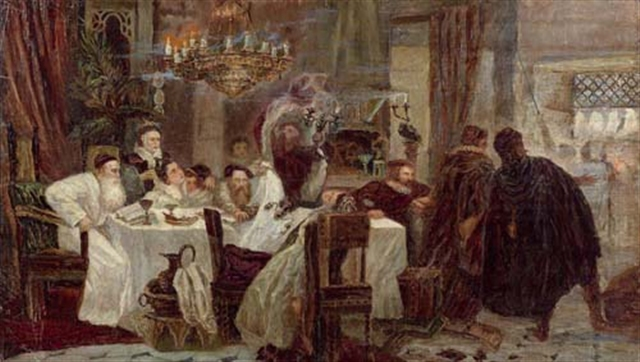
أسرة من الأنوسيم خلال عشيّة السبت.

المسيحيون الجدد (بالإسبانية:cristiano nuevo، بالبرتغالية:cristão-novo) هو مصطلح يستخدم للإشارة إلى المسلمين واليهود من سكان شبه الجزيرة الإيبيرية الذين اعتنقوا الكاثوليكية، وتكوّن منهم نسل مسيحي جديد. وقد أستخدم المصطلح من قبل المسيحيين القدماء وهم من سكان ايبيريا الأصليين الذين أرادوا أن يميزوا أنفسهم عن المتحولين عن دينهم (أو معتنقو المسيحية). وظهرت مصطلحات أخرى مثلًا المسلمين الذي تحولوا إلى المسيحية أطلق عليهم المورسكيون في حين أطلق على اليهود المتحولين للمسيحية باسم المارانوس.
في القرن 14 كان هناك ضغط متزايدة ضد اليهود والتي بلغت ذروتها في أعمال الشغب عام 1391 في مدينة إشبيلية وغيرها من المدن. تسبب هذه الاضطرابات تدمير المحاكم اليهودية وأعقبها تحول عدد كبير من اليهود للمسيحية، وهو اتجاه استمر حتى القرن 15. هناك، في عام 1497 أزدادت أعداد المسيحيين الجدد مع اجبار المسلمون واليهود التحول للمسيحية أو مواجهة الطرد. وتشير احصائيات أخرى إلى أن ما بين 100,000–200,000 يهود تحوّل للمسيحية في القرن الخامس عشر. بعد طرد السكان اليهود من إسبانيا والبرتغال في عام 1492 وفي 1497، أصبح ما تبقى من السكان اليهود في أيبيريا مسيحيين رسميًا.
بعد التحول للمسيحية، اعتمدت العائلات اليهودية الأصل أسماء مسيحية جديدة. في نهاية المطاف، اندمجت مع المجتمع المسيحي القديم. حاليًّا حوالي 19.3% من الإسبان الكاثوليك هم سليلي أسر يهودية سفاردية تحولت للمسيحية، و10.6% هم سليلي أسر شمال أفريقية مسلمة تحولت للمسيحية.
 جوئتا 
الجوئتا (بالإسبانيّة: Chueta؛ بالكاتالانية:Xuetes) هي مجموعة إجتماعية دينية في جزيرة مايوركا، وهم أحفاد اليهود الذين تحولوا إلى المسيحية طوعًا أو قسرًا. مارست الجماعة تقاليد صارمة منها زواج الأقارب، كما أن العديد من ذريتهم ما تزال تمارس مسيحية الجوئتا وهي تيار مسيحي توفيقي جزء من التيار الكاثوليكي المركزي. حافطت جماعة الجوئتا على العديد من التقاليد الدينية اليهودية منها الختان، وطعام الكشروت وحفظ السبت؛ ومزجوا تقاليدهم اليهوديّة مع الديانة المسيحية الكاثوليكية والشعائر الكاثوليكية. حتى القرن السابع عشر كانت الجماعة كاثوليكية إسميًا ومارست الشعائر اليهودية سرًا. ومنذ القرن السابع عشر اندمجت الجماعة في التيار الكاثوليكي المركزي والتقاليد المسيحية والتي انبثق منها تيار مسيحية الجوئتا. في الوقت الحاضر يقدر عدد المجتمع بحوالي 18,000-20,000 شخص في جزيرة مايوركا، وتحمل العديد من أسر الجوئتا ألقاب خاصة بها.
 يهود مسيانيون 

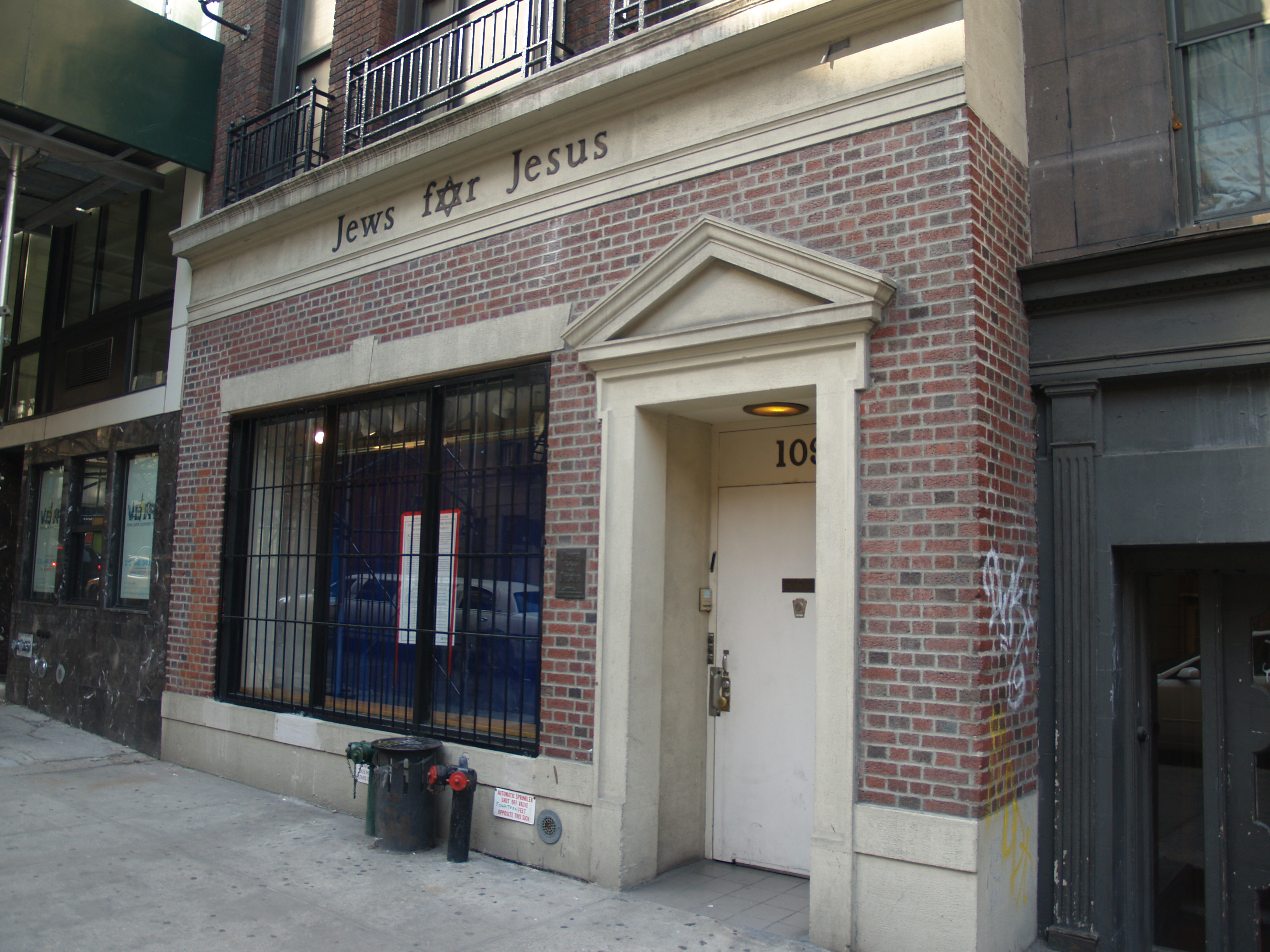
كنيسة يهوديّة ميسيانيّة في مدينة نيويورك.

اليهود المسيانيين (بالعبريّة: יְהוּדִים מָשִׁיחַיים) وتتعدد التسميات حولهم مثل اليهود المتنصرون، اليهود المسيانيون، اليهود المسيحيون، المسيحيون اليهود، اليهود المؤمنون بالمسيح، العبرانيون المسيحيون. هي حركة إنجيلية بروتستانتية تؤكد على العنصر «اليهودي» في الإيمان المسيحي ويتكون أتباعها من اليهود المؤمنين بالمسيح ويعتبر اليهود المسيانيين حركة يهودية عرقيًا مسيحية دينيًا. ترفض المؤسسات اليهودية اعتبار اليهود الميسانيين جزء من الطوائف اليهودية.
يؤمن اليهود المسيانيين بألوهية يسوع ويعترفون بكونه المسيح ويؤمنون بكافة العقائد المسيحية الرئيسية وأبرزها عقيدة الثالوث. وبعترفون بكل من العهد القديم والجديد كأجزاء من الكتاب المقدس. ويرفض اليهود المسيانيين فصل اليهودية عن المسيحية حيث يحتفظون بالاحتفال في الأعياد اليهودية مثل الاحتفال في عيد الفصح، روش هاشناه، عيد الأسابيع وغيرها، وحتى ارتداء ملابس يهودية تقليدية مثل الكيباه، تاليت وتيفيلين استخدم ميزوزت والحفاظ على العديد من الميتزفة كدليل على الحفاظ على تراثهم، والحفاظ على التقاليد اليهودية مثل ختان الطفل اليوم الثامن ويوم السبت. تظل هذه الأعياد اليهودية والممارسات، حيث لا تتعارض مع المسيحية، ويقومون بذلك لأسباب عرقية.
ينتشر اليهود المسيانيين اليوم في كافة أنحاء العالم ويبلغ عددهم حوالي 350,000 شخص، ويتواجد أغلبهم في الولايات المتحدة حيث يبلغ عددهم 250,000؛ مع تواجد خاص في إسرائيل حيث تتراوح أعدادهم بين 10,000-15,0000.

### يهودية
يهود سان نيكاندرو 

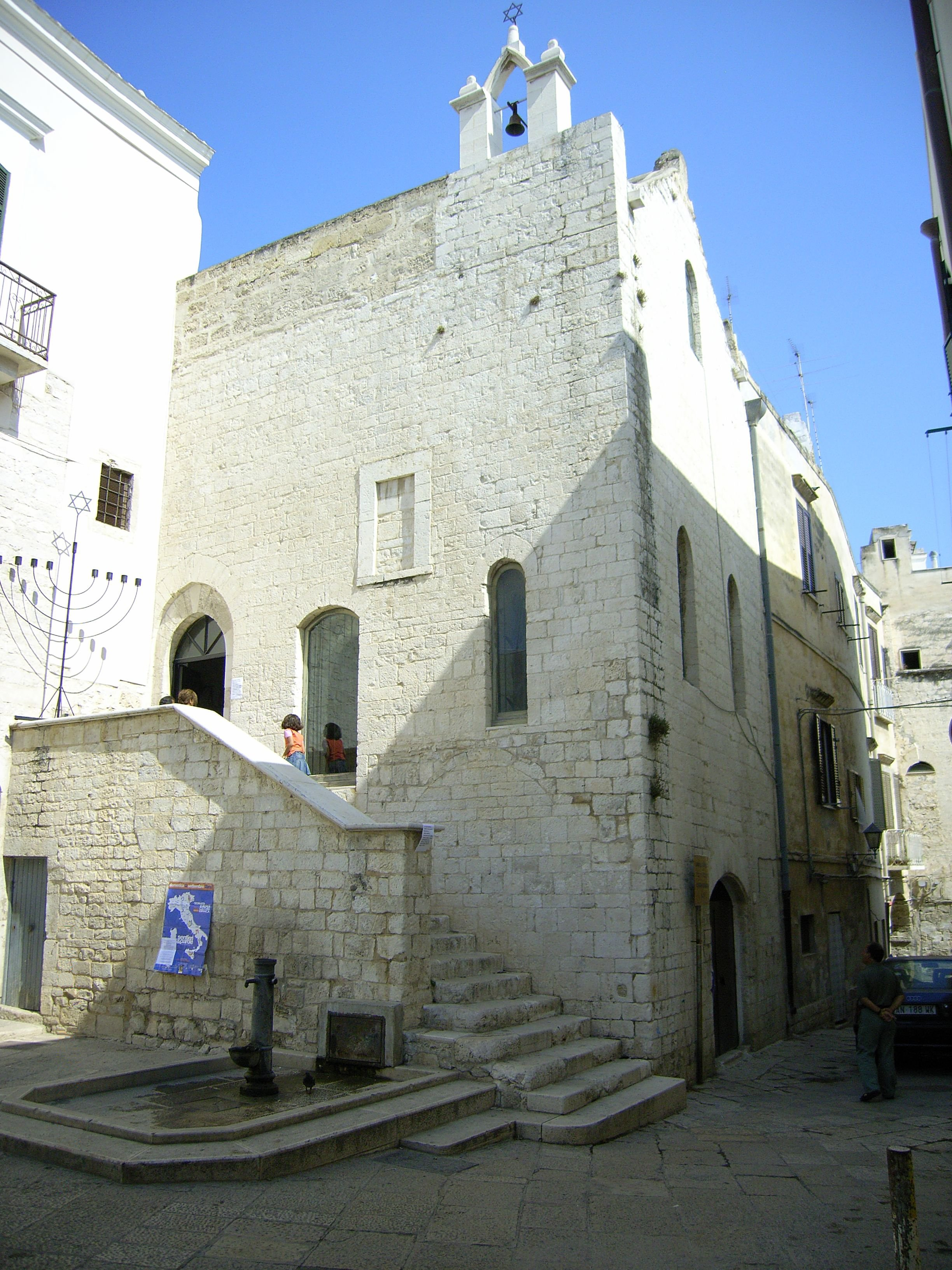
كنيس مجتمع يهود سان نيكاندرو.

طائفة يهود سان نيكاندرو هي طائفة صغيرة تنحدر من عدد من الأسر غير اليهوديّة التي تحولت لليهودية في القرن الخامس عشر من بلدة سان نيكاندرو غارغانيكو في إيطاليا. بحلول عام 1949، هاجر معظم يهود سان نيكاندرو إلى إسرائيل. من تَبقّى من اليهود يتعبّد في كنيس تاريخي في البلدة مجاورة لتراني.
 سوبوتنيكم 
مجتمع السوبوتنيكم (بالعبرية:סוּבּוֹתְניקים؛ بالروسية: Субботники) والتي تعني حرفيًّا السبتيين. هي جماعة مسيحيّة روسيّة سلافيّة تهودّت في نهاية القرن الثامن عشر في عهد كاثرين الثانية. وفقًا للتقارير الإمبراطوريّة الروسيّة مارس السوبوتنيكم الختان على الطقوس اليهوديّة وقبلت الجماعة فقط العهد القديم وتحفظ يوم السبت وتقديسه كيوم راحة الرب بدل يوم الأحد.
قبل تقاسم بولندا الأول في عام 1772، كان هناك عدد قليل جدًا من اليهود في الإمبراطورية الروسية. كان السوبوتنيكم في الأصل من المسيحيين أتباع الكنيسة الروسية الأرثوذكسية، وكان ينظر تحولهم إلى الديانة اليهودية كشكل متطرف من الحركة المسيحية الروحية.
كان السوبوتنيكم من بين أوائل المؤيدين للصهيونية وأستقر عدد كبير منهم في فلسطين العثمانية كجزء من العليا الأولى. أشار تعداد 1912 في روسيا وجود 8,412 أرثوذكسي تحوّل للديانة اليهودية فضلًا عن 12,305 تلمودّي متهوّد و4,092 قرائي متهوّد.
 بني موشيه 
بني موشيه (بالعبرية: בני משה) والمعروفين أيضًا باسم يهود الإنكا، هي مجموعة صغيرة تتكون من بضعة مئات من أصول كاثوليكيّة بيروفيّة تعتنق اليهودية وتتواجد بشكل خاص في مدينة تروخيو بيرو، شمال العاصمة ليما. تصل أعدداهم إلى حوالي 1,000 شخص بينهم 900 في إسرائيل وستين في البيرو.

## وصلات خارجية
- زحلاوي، إلياس - «المسيحيّة واليهوديّة: بين الماضي والحاضر» (الطبعة الأولى 2016)
- الموسوعة اليهوديّة: المسيحيّة في علاقتها مع اليهوديّة (بالإنجليزية)